# Spijkers met koppen
Spijkers met Koppen is een radioprogramma van BNNVARA op NPO Radio 2 dat sinds 1 oktober 1988 iedere zaterdagmiddag tussen 12:00 en 14:00 uur live wordt uitgezonden vanuit café Florin in Utrecht. Naast interviews met gasten over actuele thema’s zijn er bijdragen van diverse cabaretiers en live-muziek. Het programma wordt gepresenteerd door Dolf Jansen en Willemijn Veenhoven. Eerdere presentatoren waren onder anderen Felix Meurders en Jack Spijkerman.

## Beschrijving en geschiedenis
Spijkers met Koppen is een satirisch actualiteitenprogramma. Het wordt sinds zaterdag 1 oktober 1988 live uitgezonden vanuit café The Florin in Utrecht (tot 1997 Zeezicht geheten, tussen 1997 en 2000 Florin & Firkin). De voorloper van Spijkers met Koppen was het programma In de Rooie Haan, dat ook op zaterdagmiddag tussen 12:00 en 14:00 uur live werd uitgezonden op eerst Hilversum 1 en vanaf december 1985 op Radio 2, en het cabareteske programma Het comité van aanbeveling.  In 2002 werd de Zilveren Reissmicrofoon aan het programma toegekend.
Naast interviews met gasten over actuele thema’s zijn er bijdragen van diverse cabaretiers, (o.a. Ruud Smulders, Vera van Zelm, Marcel Harteveld, Andries Tunru, Patrick Nederkoorn, Kiki Schippers en Aron Elstak) in de vorm van humoristische interviews om vijftien minuten over ieder uur. In de eerste en de laatste uitzending van een seizoen, en af en toe in andere uitzendingen, is er een Phone-in waarbij de cabaretiers als door een telefoonlijn in korte tijd veel verschillende mensen imiteren. Daarnaast zijn er rond vijftien minuten voor ieder uur satirische columns van Hans Sibbel, Ivo Victoria, Emilio Guzman, Stefan Pop, Stefano Keizers, Thijs van Domburg en Martijn Hillenius. Verder is er elke uitzending een verschillende artiest of groep die tussen de onderwerpen door livemuziek verzorgt.
Vanwege het 25-jarig jubileum van het radioprogramma kreeg het op 1 oktober 2013 een halfuur zendtijd op de televisie in het programma Pauw & Witteman. Ook nu waren actuele gasten uitgenodigd: Marianne Vos en Ellen van Dijk, beiden professioneel wielrensters. Op 7 oktober 2018 werd in een uitverkocht Carré het 30-jarig jubileum gevierd. Mark Rutte was een van de gasten.
De drie langst dienende presentatoren waren Jack Spijkerman, Felix Meurders en Dolf Jansen. Spijkerman was de eerste presentator (van 1988 tot 2005); vanaf 1994 deed hij de presentatie samen met Felix Meurders. In september 2005 werd Spijkerman opgevolgd door Dolf Jansen. Op 15 december 2020 maakte NPO Radio 2 bekend dat Felix Meurders op zaterdag 19 december 2020 het programma voor de laatste keer zou presenteren. Vanaf zaterdag 2 januari 2021 nam Willemijn Veenhoven zijn plaats in; zij presenteert Spijkers met Koppen vanaf dan samen met Dolf Jansen.

## Zomerspijkers
In de zomermaanden wordt het programma vanuit de studio in Hilversum uitgezonden en is van tevoren opgenomen. In de eerste seizoenen was de opzet van het programma gelijk aan dat van het programma vanuit Utrecht. In de latere seizoenen mocht een bekende Nederlander gedurende de uitzending zijn of haar muzikale voorkeur laten horen en besprak dit dan met de presentator (toentertijd meestal Jack Spijkerman) in de studio. In eerste instantie werd het genre beperkt tot Nederlandstalig repertoire; toen Dolf Jansen ook de zomerreeks begon te presenteren werd dit genre verbreed naar alle talen.
In de laatste Zomerspijkers werden hoogtepunten van het afgelopen seizoen uitgezonden.

## Twee aan Zee
In de zomer van 2016 wordt het programma vervangen door de talkshow Twee aan Zee. Dit programma wordt uitgezonden vanaf het strand van IJmuiden, de presentatie is in handen van Dolf Jansen en Pieter Kok.

## Presentatoren

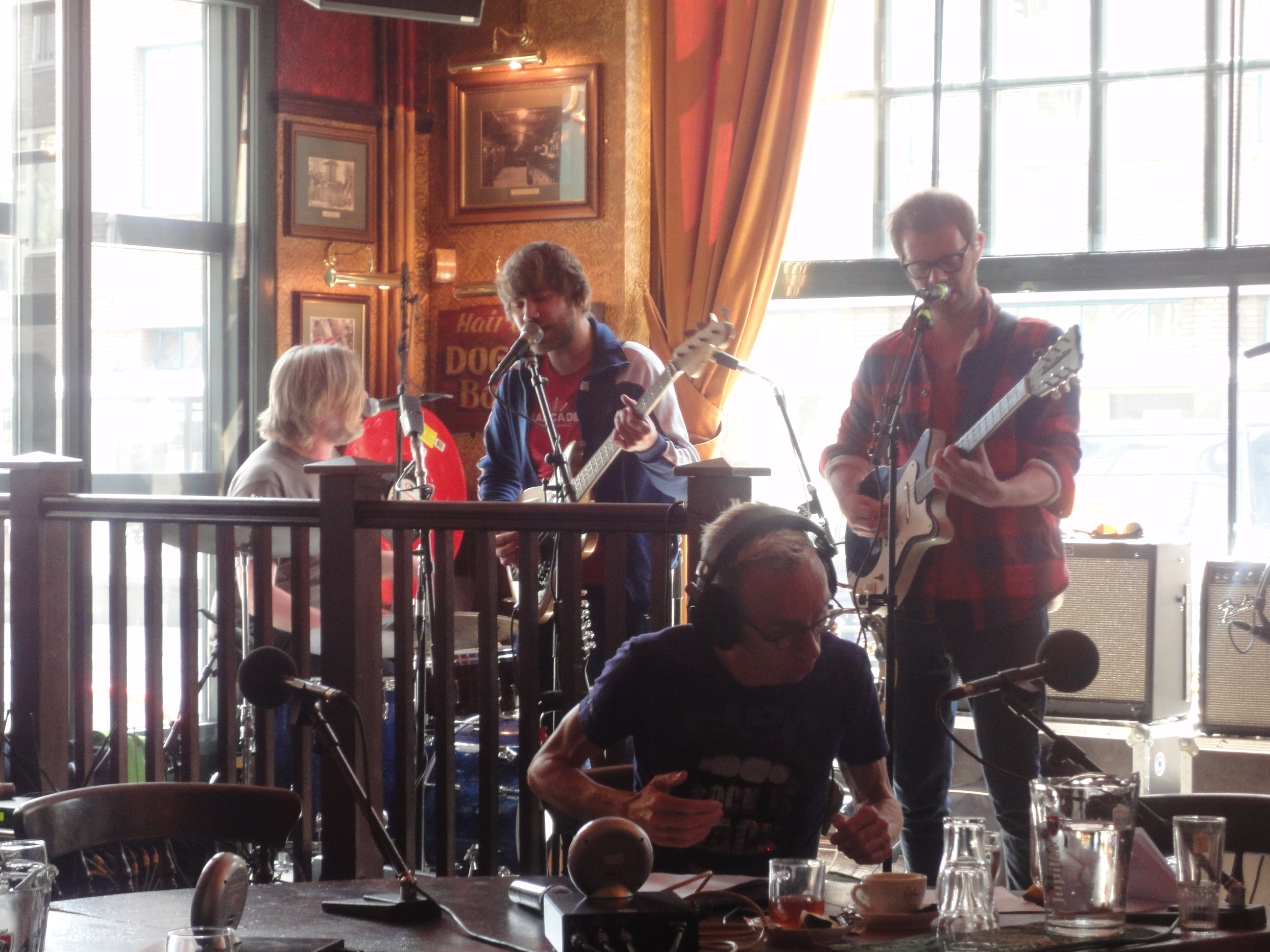
Dolf Jansen met op de achtergrond de band Moss (2012)

Huidige
op volgorde van achternaam
- Dolf Jansen
- Willemijn Veenhoven

Voormalige
op volgorde van achternaam
- Inge Diepman
- Cees Grimbergen
- Pieter Jan Hagens
- Marc-Marie Huijbregts
- Felix Meurders
- Bert Molenaar
- Guikje Roethof
- Jack Spijkerman
- Freddy van Thijn
- Marcel Verreck
- Jan Jaap van der Wal
- Max van Weezel

## Cabaret
Huidige deelnemers
op volgorde van achternaam
- Aron Elstak
- Marcel Harteveld
- Patrick Nederkoorn
- Katinka Polderman
- Peter van Rooijen
- Kiki Schippers
- Ruud Smulders
- Andries Tunru
- Lotte Velvet
- Vera van Zelm

Voormalige deelnemers
op volgorde van achternaam
- Kees van Amstel
- Karin Bloemen (onder meer als de vrouw van Rinus Michels)
- Roel Bloemen
- Mike Boddé
- Wim Daniëls
- Floris van Delft
- Joep van Deudekom
- Hanneke Drenth
- Fred Florusse (met onder meer de vaste rubriek "De mistlamp van de week")
- Jack Gadellaa (onder meer als de Utrechtse taxichauffeur Bertus)
- Ronald Goedemondt
- Paul Groot (onder meer als Jan des Bouvrie)
- Peter Heerschop
- Marc-Marie Huijbregts
- Onno Innemee (onder meer met "Jip en Janneke")
- Jacques Klöters (onder meer als Jeroen Viljoen)
- Nico van der Knaap
- Niels van der Laan
- Henry van Loon
- Jochem Myjer
- Jeroen van Merwijk (onder meer als de heer P. Bakker uit Utrecht)
- Erik van Muiswinkel (onder meer als drs. Hans Janmaat)
- Ellen Pieters (onder meer als Hedy d'Ancona)
- Owen Schumacher (onder meer als Bernhard van Lippe-Biesterfeld)
- Hans Sibbel
- Marjolijn Touw
- Marcel Verreck
- Diederik van Vleuten (onder meer als Ronald Koeman, Rinus Michels en de paus)
- Coen van Vrijberghe de Coningh
- Viggo Waas (onder meer als Johan Cruijf)
- Cees Wijburg (onder meer als toenmalig premier Ruud Lubbers)
- Jeroen Woe

## Spijkerlied

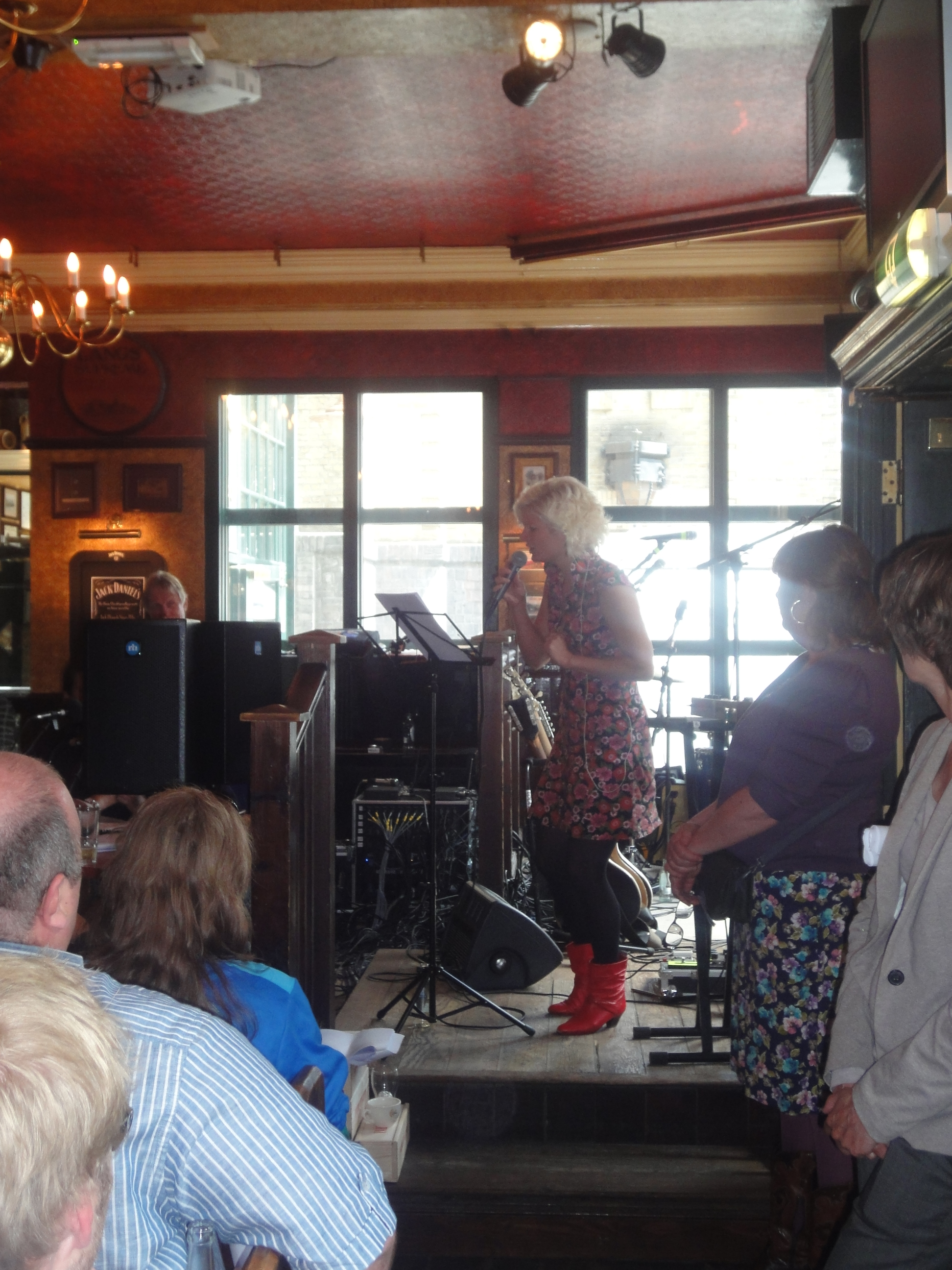
Hanneke Drenth zingt het Spijkerlied (2012)

Elke uitzending wordt besloten met het Spijkerlied. In de eerste seizoenen was dit Spijkers met koppen, elke keer telkens weer, later werd dit Kijk uit voor Spijkers met koppen. Zangeressen waren onder meer Karin Bloemen, Marjolijn Touw en Ellen Pieters. In 2006 werd het lied Spijkers met koppen staat iedere zaterdag garant voor een schaterlach gezongen door Maaike Martens en/of Hanneke Drenth. Eind 2007 kwam de oude melodie van Kijk uit voor Spijkers met koppen weer terug, maar met een nieuw refrein: Spijkers, spijkers met koppen, zet op zaterdag de zaken op een rij...
Sinds december 2022 wordt het Spijkerlied gezongen door Aron Elstak.

## Begin- en eindtune
De begintune bestaat uit fragmenten van twee nummers, te weten Heaven in my hands van de Britse jazzfunk-groep Level 42 (de synthesizer-trompetjes aan het begin), de rest van het nummer is een loop uit het nummer Rock of Life van de Australische singer-songwriter Rick Springfield. De eindtune is de instrumentale solo van het laatstgenoemde nummer.